# Lista siturilor arheologice din județul Timiș - R
Lista siturilor arheologice din județul Timiș - R conține toate siturile arheologice din județul Timiș înscrise în Repertoriul Arheologic Național (RAN) și aflate în localități al căror nume începe cu litera R. RAN este administrat de Ministerul Culturii și Patrimoniului Național și cuprinde date științifice, cartografice, topografice, imagini și planuri, precum și orice alte informații privitoare la zonele cu potențial arheologic, studiate sau nu, încă existente sau dispărute.
Puteți căuta un sit din localitățile care încep cu litera R folosind formularul de mai jos sau puteți naviga prin toate siturile din județ la Lista siturilor arheologice din județul Timiș.
| Cod RAN                                   | Denumire | Localitate                            | Adresă           | Datare                                                                   | Descoperit | Coordonate                                    | Imagine           | Erori            |
| ----------------------------------------- | --- | ------------------------------------- | ---------------- | ------------------------------------------------------------------------ | ---------- | --------------------------------------------- | ----------------- | ---------------- |
| 158403.01.01 (Cod LMI: TM-I-m-B-06078.02) | Situl arheologic de la Remetea Mare - Gomila lui Gabor / ansamblu anonim (Categorie: locuire civilă) (Tip: Așezare deschisă)                          | sat Remetea Mare, comuna Remetea Mare | Gomila lui Gabor | mil. I a. Chr.                                                           |            | 45°46′36″N 21°23′37″E / 45.77667°N 21.39361°E | Încărcați imagine | Raportați eroare |
| 158403.01.02 (Cod LMI: TM-I-m-B-06078.01) | Situl arheologic de la Remetea Mare - Gomila lui Gabor / ansamblu anonim (Categorie: locuire civilă) (Tip: Așezare deschisă)                          | sat Remetea Mare, comuna Remetea Mare | Gomila lui Gabor |                                                                          |            | 45°46′36″N 21°23′37″E / 45.77667°N 21.39361°E | Încărcați imagine | Raportați eroare |
| 158403.01.03 (Cod LMI: TM-I-s-B-06078)    | Situl arheologic de la Remetea Mare - Gomila lui Gabor / ansamblu anonim (Categorie: locuire civilă) (Tip: Necropolă)                                 | sat Remetea Mare, comuna Remetea Mare | Gomila lui Gabor |                                                                          |            | 45°46′36″N 21°23′37″E / 45.77667°N 21.39361°E | Încărcați imagine | Raportați eroare |
| 158403.04.01 (Cod LMI: TM-I-s-B-06079)    | Mănăstirea medievală de la Remetea Mare - Cetate / ansamblu anonim (Categorie: structură de cult/religioasă) (Tip: Așezare deschisă)                  | sat Remetea Mare, comuna Remetea Mare | Cetate           |                                                                          |            | 45°46′26″N 21°21′56″E / 45.77389°N 21.36555°E | Încărcați imagine | Raportați eroare |
| 158403.04.02 (Cod LMI: TM-I-s-B-06079)    | Mănăstirea medievală de la Remetea Mare - Cetate / ansamblu anonim (Categorie: structură de cult/religioasă) (Tip: Fortificație (?))                  | sat Remetea Mare, comuna Remetea Mare | Cetate           |                                                                          |            | 45°46′26″N 21°21′56″E / 45.77389°N 21.36555°E | Încărcați imagine | Raportați eroare |
| 158403.04.03 (Cod LMI: TM-I-s-B-06079)    | Mănăstirea medievală de la Remetea Mare - Cetate / ansamblu anonim (Categorie: structură de cult/religioasă) (Tip: Mănăstire (?))                     | sat Remetea Mare, comuna Remetea Mare | Cetate           |                                                                          |            | 45°46′26″N 21°21′56″E / 45.77389°N 21.36555°E | Încărcați imagine | Raportați eroare |
| 158403.04.04 (Cod LMI: TM-I-s-B-06079)    | Mănăstirea medievală de la Remetea Mare - Cetate / ansamblu anonim (Categorie: structură de cult/religioasă) (Tip: Mănăstire (?))                     | sat Remetea Mare, comuna Remetea Mare | Cetate           |                                                                          |            | 45°46′26″N 21°21′56″E / 45.77389°N 21.36555°E | Încărcați imagine | Raportați eroare |
| 158957.01.01 (Cod LMI: TM-I-s-B-06080)    | Așezarea paleolitică de la Românești - Dumbravița / ansamblu anonim (Categorie: locuire civilă) (Tip: Stațiune paleolitică)                           | sat Românești, comuna Tomești         | Dumbravița       | mil. VI a. Chr.                                                          |            | 45°49′05″N 22°19′19″E / 45.81805°N 22.32195°E | Încărcați imagine | Raportați eroare |
| 158957.02.01 (Cod LMI: TM-I-m-B-06081.01) | Situl arheologic de la Românești - Vârful lui Filip / ansamblu anonim (Categorie: locuire civilă) (Tip: Așezare)                                      | sat Românești, comuna Tomești         | Vârful lui Filip | Tisa                                                                     |            | 45°47′47″N 22°21′01″E / 45.79639°N 22.35028°E | Încărcați imagine | Raportați eroare |
| 158957.02.02 (Cod LMI: TM-I-m-B-06081.02) | Situl arheologic de la Românești - Vârful lui Filip / ansamblu anonim (Categorie: locuire civilă) (Tip: Așezare în peșteră și necropolă de inhumație) | sat Românești, comuna Tomești         | Vârful lui Filip | Tiszapolgár, Coțofeni, Herculane - Cheile Turzii, Balta Sărată, Basarabi |            | 45°47′47″N 22°21′01″E / 45.79639°N 22.35028°E | Încărcați imagine | Raportați eroare |
| 158403.03.01                              | Situl arheologic de la Remetea Mare / ansamblu anonim (Categorie: locuire civilă) (Tip: Așezare)                                                      | sat Remetea Mare, comuna Remetea Mare |                  |                                                                          |            |                                               | Încărcați imagine | Raportați eroare |
| 158403.03.02                              | Situl arheologic de la Remetea Mare / ansamblu anonim (Categorie: locuire civilă) (Tip: Așezare)                                                      | sat Remetea Mare, comuna Remetea Mare |                  | sec. X - XIII                                                            |            |                                               | Încărcați imagine | Raportați eroare |
| 158957.03.01 (Cod LMI: TM-I-m-B-06081.02) | Situl arheologic de la Românești - "Peștera cu apă" / ansamblu anonim (Categorie: locuire civilă) (Tip: Așezare)                                      | sat Românești, comuna Tomești         | Peștera cu apă   | Starcevo - Criș                                                          |            |                                               | Încărcați imagine | Raportați eroare |
| 158957.03.02 (Cod LMI: TM-I-s-B-06081)    | Situl arheologic de la Românești - "Peștera cu apă" / ansamblu anonim (Categorie: locuire civilă) (Tip: Așezare)                                      | sat Românești, comuna Tomești         | Peștera cu apă   | Balta Sărată                                                             |            |                                               | Încărcați imagine | Raportați eroare |
| 158957.03.03 (Cod LMI: TM-I-s-B-06081)    | Situl arheologic de la Românești - "Peștera cu apă" / ansamblu anonim (Categorie: locuire civilă) (Tip: Așezare)                                      | sat Românești, comuna Tomești         | Peștera cu apă   | Basarabi                                                                 |            |                                               | Încărcați imagine | Raportați eroare |
| 158957.03.04 (Cod LMI: TM-I-s-B-06081)    | Situl arheologic de la Românești - "Peștera cu apă" / ansamblu anonim (Categorie: locuire civilă) (Tip: Așezare)                                      | sat Românești, comuna Tomești         | Peștera cu apă   | Tiszapolgár                                                              |            |                                               | Încărcați imagine | Raportați eroare |
| 158957.03.05 (Cod LMI: TM-I-s-B-06081)    | Situl arheologic de la Românești - "Peștera cu apă" / ansamblu anonim (Categorie: locuire civilă) (Tip: Așezare)                                      | sat Românești, comuna Tomești         | Peștera cu apă   |                                                                          |            |                                               | Încărcați imagine | Raportați eroare |
| 158957.03.06 (Cod LMI: TM-I-s-B-06081)    | Situl arheologic de la Românești - "Peștera cu apă" / ansamblu anonim (Categorie: locuire civilă) (Tip: Așezare)                                      | sat Românești, comuna Tomești         | Peștera cu apă   | Coțofeni                                                                 |            |                                               | Încărcați imagine | Raportați eroare |
| 158957.03.07 (Cod LMI: TM-I-s-B-06081)    | Situl arheologic de la Românești - "Peștera cu apă" / ansamblu anonim (Categorie: locuire civilă) (Tip: Așezare)                                      | sat Românești, comuna Tomești         | Peștera cu apă   |                                                                          |            |                                               | Încărcați imagine | Raportați eroare |
| 158957.03.08 (Cod LMI: TM-I-s-B-06081)    | Situl arheologic de la Românești - "Peștera cu apă" / ansamblu anonim (Categorie: locuire civilă) (Tip: Necropolă de inhumație)                       | sat Românești, comuna Tomești         | Peștera cu apă   |                                                                          |            |                                               | Încărcați imagine | Raportați eroare |
| 158323.01.01                              | Așezarea neolitică de la Recaș / ansamblu anonim (Categorie: locuire) (Tip: Așezare)                                                                  | oraș Recaș                            |                  |                                                                          |            |                                               | Încărcați imagine | Raportați eroare |
| 158323.02.01                              | Așezarea din epoca bronzului târziu de la Recaș / ansamblu anonim (Categorie: locuire) (Tip: Așezare)                                                 | oraș Recaș                            |                  |                                                                          |            |                                               | Încărcați imagine | Raportați eroare |
| 158323.03.01                              | Așezarea de epocă romană de la Recaș / ansamblu anonim (Categorie: locuire) (Tip: Așezare)                                                            | oraș Recaș                            |                  |                                                                          |            |                                               | Încărcați imagine | Raportați eroare |
| 158323.04.01                              | Așezarea daco-romană de la Recaș / ansamblu anonim (Categorie: locuire) (Tip: Așezare)                                                                | oraș Recaș                            |                  | sec. IV                                                                  |            |                                               | Încărcați imagine | Raportați eroare |
| 158403.02.01                              | Situl arheologic de la Remetea mare - Gomila lui Pituț / ansamblu anonim (Categorie: locuire) (Tip: Așezare)                                          | sat Remetea Mare, comuna Remetea Mare | Gomila lui Pituț |                                                                          |            |                                               | Încărcați imagine | Raportați eroare |
| 158403.02.02                              | Situl arheologic de la Remetea mare - Gomila lui Pituț / ansamblu anonim (Categorie: locuire) (Tip: Necropolă)                                        | sat Remetea Mare, comuna Remetea Mare | Gomila lui Pituț | Celtică                                                                  |            |                                               | Încărcați imagine | Raportați eroare |
| 158403.02.03                              | Situl arheologic de la Remetea mare - Gomila lui Pituț / ansamblu anonim (Categorie: locuire) (Tip: Necropolă)                                        | sat Remetea Mare, comuna Remetea Mare | Gomila lui Pituț | Sec. VIII-X                                                              |            |                                               | Încărcați imagine | Raportați eroare |
| 158403.06.01                              | Așezarea de epoca bronzului de la Remetea Mare / ansamblu anonim (Categorie: locuire) (Tip: Așezare)                                                  | sat Remetea Mare, comuna Remetea Mare |                  |                                                                          |            |                                               | Încărcați imagine | Raportați eroare |
| 158403.05.01                              | Așezarea daco-romană de la Remetea Mare - Săliște / ansamblu anonim (Categorie: locuire) (Tip: Așezare)                                               | sat Remetea Mare, comuna Remetea Mare | Săliște          |                                                                          |            |                                               | Încărcați imagine | Raportați eroare |
| 158403.07.01                              | Așezarea daco-romană de la Remetea Mare - Morminți / ansamblu anonim (Categorie: locuire) (Tip: Așezare)                                              | sat Remetea Mare, comuna Remetea Mare | Morminți         |                                                                          |            |                                               | Încărcați imagine | Raportați eroare |
| 158403.08.01                              | Așezarea daco-romană de la Remetea Mare - Cetățuica / ansamblu anonim (Categorie: locuire) (Tip: Așezare)                                             | sat Remetea Mare, comuna Remetea Mare | Cetățuica        |                                                                          |            |                                               | Încărcați imagine | Raportați eroare |
| 158403.09.01                              | Așezarea daco-romană de la Remetea Mare / ansamblu anonim (Categorie: locuire) (Tip: Așezare)                                                         | sat Remetea Mare, comuna Remetea Mare |                  |                                                                          |            |                                               | Încărcați imagine | Raportați eroare |
| 158403.10.01                              | Așezarea daco-romană de la Remetea Mare / ansamblu anonim (Categorie: locuire) (Tip: Așezare)                                                         | sat Remetea Mare, comuna Remetea Mare |                  |                                                                          |            |                                               | Încărcați imagine | Raportați eroare |
| 158957.04.01                              | Așezarea preistorică de la Românești - Peștera Buzeica / ansamblu anonim (Categorie: locuire) (Tip: Așezare)                                          | sat Românești, comuna Tomești         | Peștera Buzeica  |                                                                          |            |                                               | Încărcați imagine | Raportați eroare |
| 158957.05.01                              | Așezarea preistorică de la Românești - Dumbrăvița / ansamblu anonim (Categorie: locuire) (Tip: Așezare)                                               | sat Românești, comuna Tomești         | Dumbrăvița       |                                                                          |            |                                               | Încărcați imagine | Raportați eroare |
| 158957.06.01                              | Situl arheologic de la Românești - Dealul Viei / ansamblu anonim (Categorie: locuire) (Tip: Așezare)                                                  | sat Românești, comuna Tomești         | Dealul Viei      |                                                                          |            |                                               | Încărcați imagine | Raportați eroare |
| 158957.06.02                              | Situl arheologic de la Românești - Dealul Viei / ansamblu anonim (Categorie: locuire) (Tip: Așezare)                                                  | sat Românești, comuna Tomești         | Dealul Viei      | Starčevo - Criș                                                          |            |                                               | Încărcați imagine | Raportați eroare |
| 158957.07.01                              | Așezarea Gornea-Kalaca de la Românești / ansamblu anonim (Categorie: locuire) (Tip: Așezare)                                                          | sat Românești, comuna Tomești         |                  | Gornea-Kalakača                                                          |            |                                               | Încărcați imagine | Raportați eroare |
| 158957.08.01                              | Mănăstirea ortodoxă Sfântul Proroc Ilie / ansamblu anonim (Categorie: locuire) (Tip: Mănăstire)                                                       | sat Românești, comuna Tomești         |                  | sec. XX                                                                  |            |                                               | Încărcați imagine | Raportați eroare |
| 157353.01.01                              | Situl arheologic de la Rudna - Unca / ansamblu anonim (Categorie: decoperire funerară) (Tip: Tell)                                                    | sat Rudna, comuna Giulvăz             | Unca             |                                                                          |            |                                               | Încărcați imagine | Raportați eroare |
| 157353.01.02                              | Situl arheologic de la Rudna - Unca / ansamblu anonim (Categorie: decoperire funerară) (Tip: Tell)                                                    | sat Rudna, comuna Giulvăz             | Unca             |                                                                          |            |                                               | Încărcați imagine | Raportați eroare |
| 157353.01.03                              | Situl arheologic de la Rudna - Unca / ansamblu anonim (Categorie: decoperire funerară) (Tip: Tell)                                                    | sat Rudna, comuna Giulvăz             | Unca             | dacică                                                                   |            |                                               | Încărcați imagine | Raportați eroare |
| 157353.01.04                              | Situl arheologic de la Rudna - Unca / ansamblu anonim (Categorie: decoperire funerară) (Tip: Necropolă de inhumație)                                  | sat Rudna, comuna Giulvăz             | Unca             |                                                                          |            |                                               | Încărcați imagine | Raportați eroare |
| 157353.01.05                              | Situl arheologic de la Rudna - Unca / ansamblu anonim (Categorie: decoperire funerară) (Tip: Necropolă)                                               | sat Rudna, comuna Giulvăz             | Unca             |                                                                          |            |                                               | Încărcați imagine | Raportați eroare |